# وینگفیلد، بدفوردشر
وینگفیلد (به انگلیسی: Wingfield) یک روستا در بریتانیا است که در بدفوردشر مرکزی واقع شده‌است.